# Mosaikägget
Mosaikägget är ett av Fabergéäggen. Det tillverkades 1914 av de finländska formgivarna Alma Pihl och Albert Holmström under överinseende av den ryske juveleraren Peter Carl Fabergé. Det är ett påskägg och beställdes av tsar Nikolaj II av Ryssland som gåva till sin hustru Alexandra Feodorovna.